# Letse roebel

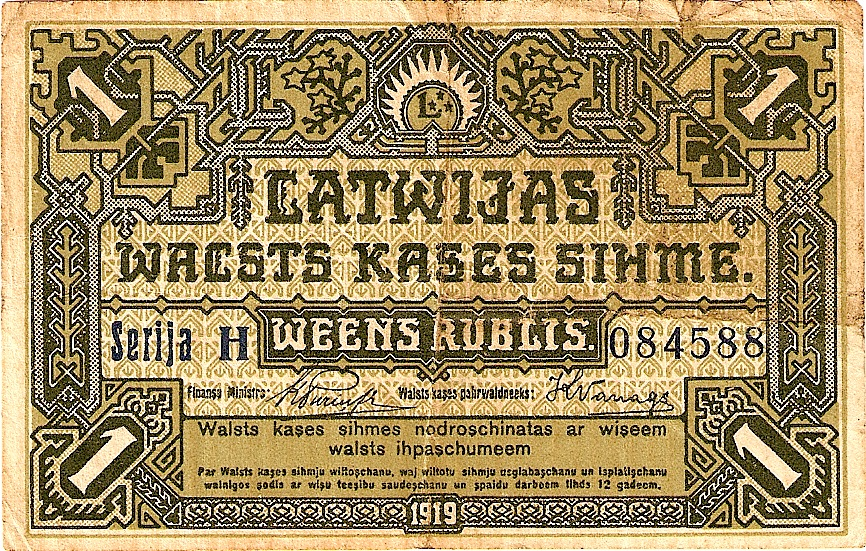
Bankbiljet van 1 roebel, 1919

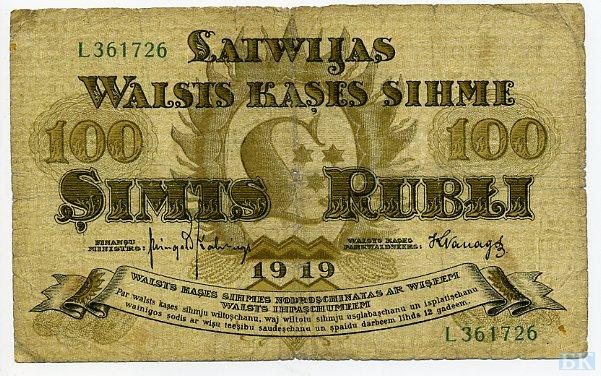
Bankbiljet van 100 roebel, 1919

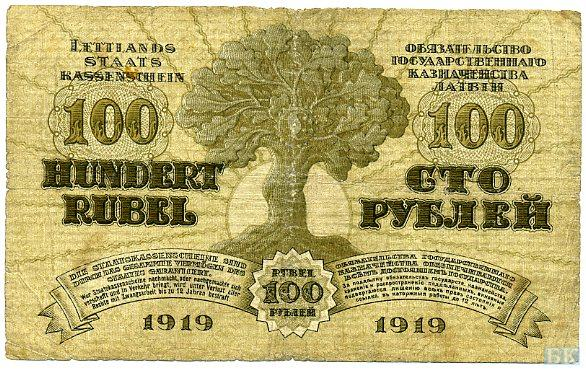
Achterzijde van een bankbiljet van 100 roebel, 1919. Hier staat dezelfde tekst, maar dan in het Duits en Russisch

De Letse roebel (Lets: Latvijas rublis) was de munteenheid van Letland in de jaren 1919-1922 en 1992-1993. Zowel in 1922 als in 1993 werd de Letse roebel vervangen door de Letse lats.

## 1919-1922
Toen Letland zich op 18 november 1918 onafhankelijk van Rusland verklaarde, circuleerden in het land vele soorten geld: Ostrubels, Ostmarken, Duitse marken, Russische roebels uit de tsarentijd en zogeheten Kerenskiroebels, die waren aangemaakt tijdens de regering van Aleksandr Kerenski (maart-november 1917). Bovendien had een aantal gemeentebesturen eigen noodgeld aangemaakt.
Op 22 maart 1919 besloot de voorlopige regering aan de chaos een eind te maken door een eigen Letse roebel uit te geven, onderverdeeld in 100 kapeiku (enkelvoud: kapeika). In april van dat jaar rolden de eerste Letse roebels van de pers bij een drukkerij in Liepāja. In mei werd de voorlopige regering van Kārlis Ulmanis afgezet door een putsch van Andrievs Niedra. Een deel van de bankbiljetten verscheen onder diens supervisie. In juni kwam de regering-Ulmanis weer terug. De bankbiljettenproductie verhuisde naar Riga, dat op 22 mei 1919 door de Letten was veroverd op de bolsjewieken. De bankbiljetten die Niedra in omloop had gebracht, bleven gewoon geldig, alleen werd op de nieuwe biljetten de handtekening van Niedra’s minister van Financiën Juris Seskovs vervangen door die van Kārlis Puriņš, Ulmanis’ minister van Financiën.
Er werden alleen bankbiljetten met waarden in Letse roebels uitgegeven, geen munten. Er bestonden bankbiljetten van 5, 10, 25 en 50 kapeiku en 1, 2, 5, 10, 25, 50, 100 en 500 roebel.
De omrekenkoers was 1 Letse roebel = 1 Ostrubel = 2 Ostmarken = 2 Duitse marken = 1½ tsaristische roebel. De Kerenskiroebel werd direct buiten koers gesteld. Datzelfde lot trof de roebels van de Letse bolsjewieken en de eigen marken van generaal Pavel Bermondt-Avalov, die allebei tijdens de Letse Onafhankelijkheidsoorlog waren aangemaakt. De blanco achterkant van buitgemaakte half afgewerkte bankbiljetten van de bolsjewieken en het leger van generaal Bermondt gebruikten de Letten om postzegels op te drukken.
In eerste instantie bekommerde de Letse regering zich niet om dekking voor de munt. Het gevolg was inflatie. Op 14 juli 1921 introduceerde de regering een nieuwe rekeneenheid, de ‘goudfrank’. Een goudfrank kwam overeen met 0,2903226 gram puur goud. Dat was ook het goudgehalte van de Zwitserse goudfrank. De regering had nu ook een goudvoorraad ter dekking van de munt. Ook de belastingaanslag werd opgelegd in goudfrank. Daarbij werd 100 roebel gelijkgesteld aan één goudfrank. Het gevolg was dat de inflatie sterk afnam.
Op 3 augustus 1922 besloot het kabinet-Meierovics de Letse roebel te vervangen door een nieuwe munt. Eerder was overwogen de munt Letse frank te noemen, maar het werd lats, vernoemd naar de landsnaam Latvija. De lats was onderverdeeld in 100 santīmu, afgeleid van het Franse centimes. De eerste bankbiljetten met waarden in latu verschenen op 2 november 1922. In de maanden daarna volgden geleidelijk meer bankbiljetten, en nu ook munten met waarden in santīmu. Eén lats werd gelijkgesteld aan 50 Letse roebels. In de volgende maanden verdween de roebel uit het geldverkeer.

## 1992-1993
In 1991 herstelde Letland zijn onafhankelijkheid, die het in 1940 door de bezetting door de Sovjet-Unie was kwijtgeraakt. Er was niet meteen een alternatief voorhanden voor de Russische roebel. Die munt moest nog enige tijd worden doorgebruikt. In de eerste maanden van 1992 werd Letland dan ook meegesleept in de hyperinflatie waaraan de roebel onderhevig was. Bovendien had de Bank van Letland geen invloed op de hoeveelheid geld die vanuit Rusland het land binnenkwam. Door de stijgende prijzen was steeds meer geld nodig; het gevolg was een tekort aan liquide middelen. In februari overtroffen de betalingen van de Bank de inkomsten met 5,9%, in april was het verschil al 29,2% (686 miljoen roebel). De Bank zag aankomen dat ze in mei al niet meer aan haar betalingsverplichtingen zou kunnen voldoen.
Op 4 mei 1992 besloot Letland snel een eigen munt uit te geven die in plaats van de roebel kon worden gebruikt. Vanaf 7 mei kwamen bankbiljetten met de nieuwe muntsoort, de Letse roebel, in omloop. De Letse roebel mocht naast de Russische roebel worden gebruikt. Een Letse roebel stond gelijk aan een Russische. De nieuwe bankbiljetten kregen al gauw de bijnaam repšiki naar Einars Repše, de president van de Bank van Letland. De ISO-code was LVR (LatVian Ruble).
Er waren bankbiljetten in omloop van 1, 2, 5, 10, 20, 50, 200 en 500 roebel. Net als bij de vooroorlogse Letse roebel werden geen munten geslagen.
De banken gaven alleen nog Letse roebels uit; Russische roebels werden ingenomen. Zo trad al spoedig een substitutie-effect op. Op 20 juli 1992 werd beslist dat de Letse roebel voortaan de enig toegestane munteenheid in Letland zou zijn. De Russische roebel, die overigens al vrijwel uit het geldverkeer was verdwenen, was nu een buitenlandse munt geworden.
De inflatie in 1992 bedroeg 951,2%. Dat was veel, maar in Rusland bedroeg ze in hetzelfde jaar 2.508,8%. In de volgende jaren daalde de inflatie ieder jaar.
Op 5 maart 1993 kwam een nieuwe versie van de lats in omloop. In oktober van dat jaar werd de Letse roebel uit de omloop genomen. De wisselkoers was 1 lats = 200 Letse roebel.